# أبو منقار الواثب
أبو منقار الواثب أو نصفي المنقار الواثب (الاسم العلمي: Hemiramphus archipelagicus)، سمكة بحرية من أبو منقار وفصيلة نصفيات المنقار. وهي من الأسماك التجارية القيمة في البلدان الاستوائية سواء كانت مجففة ومملحة أو الطازجة.

## التوزيع والموئل
يوجد أبو منقار الواثب في المياه الاستوائية لمنطقة المحيط الهادئ الهندي يمتد من غرب الهند، وحول سريلانكا، تايلاند، الفلبين، ومن غينيا الجديدة إلى غرب بولينيزيا. يوجد بين نباتات المياه والمياه الساحلية الضحلة.